# Tolsum
Tolsum är en by strax väster om Ringarum, i Valdemarsviks kommun i Östergötland.
Byn utgör en del av den så kallade västerskaten tillsammans med Ringarumsbyarna Hjulerum, Mixdala, Säverum m.fl. Ringarums samhälle är till stor del uppvuxet på Tolsums mark men i övrigt är det utpräglad landsbygd.